# Brianna Kiesel
Brianna Kiesel (Utica, 8 luglio 1993) è un'ex cestista e allenatrice di pallacanestro statunitense, professionista nella WNBA.

## Carriera
È stata selezionata dalle Tulsa Shock al secondo giro del Draft WNBA 2015 con la 13ª chiamata assoluta.